# Colonia Iturraspe
Colonia Iturraspe es una localidad situada en el departamento San Justo, Córdoba, Argentina[cita requerida]
Sus principales actividades económicas son la agricultura seguida por la ganadería, siendo los principales cultivos la soja y el maíz.
El clima de la localidad es templado con estación seca y la temperatura promedio anual es de aproximadamente 25 °C.
En invierno se registran temperaturas menores a 0° y superiores a 35° en verano. El régimen de precipitaciones es de aproximadamente 800 mm.
Existen en la localidad un puesto policial, una escuela primaria, un dispensario y un edificio comunal en el cual se efectúan la mayor parte de las funciones administrativas.
La fiesta patronal se celebra el día 13 de octubre en honor a San Roque.

## Población
Cuenta con 19 habitantes según Indec 2022 frente a los 6 habitantes (Indec, 2010) en su planta urbana.
| Gráfica de evolución demográfica de Colonia Iturraspe entre 2010 y 2022 |
|                                                                         |
| Fuente: Censos nacionales del INDEC                                     |